# Cow Clicker
Cow Clicker est un jeu de réseau social incrémental proposé sur Facebook développé par le chercheur en jeux vidéo Ian Bogost. Le jeu sert de satire déconstructive des jeux sociaux. Le but du jeu est de gagner des « clics » en cliquant sur un sprite de vache toutes les six heures. L'ajout de vaches d'amis au pâturage du joueur permet à l'utilisateur de recevoir également des « clics » chaque fois que la vache du joueur est cliquée. Une e-monnaie interne au jeu, connue sous le nom de « Mooney », permet à l'utilisateur d'acheter différents modèles de vache et de sauter l'intervalle de six heures entre les clics.
C'est à la suite d'un discours controversé du président de Zynga aux Game Developers Choice Awards en 2010 que Bogost a développé Cow Clicker pour une présentation lors d'un séminaire de l'Université de New York sur les jeux sociaux en juillet 2010. Le jeu a été créé pour démontrer ce que Bogost considérait comme les mécanismes de jeux sociaux les plus abusivement utilisés dans les jeux sociaux, tels que la promotion de l'interaction sociale et de la monétisation plutôt que les aspects artistiques du médium jeu vidéo. Alors que le jeu commençait à gagner en popularité de manière inattendue, Bogost a également utilisé Cow Clicker pour parodier d'autres tendances de jeu récentes, telles que la gamification, les applications éducatives et les jeux de réalité alternative.
Certains critiques ont loué Cow Clicker pour sa dissection des mécanismes communs des jeux de réseaux sociaux et l'ont considéré comme une analyse sur la façon dont les jeux sociaux affectent les gens.

## Jouabilité
Le joueur reçoit initialement un pâturage avec neuf emplacements et une seule vache ordinaire, sur laquelle le joueur peut cliquer une fois toutes les six heures. Chaque fois que la vache est cliquée, un point également appelé « clic » est attribué ; si le joueur ajoute les vaches d'amis à son pâturage, il reçoit également des clics ajoutés à ses scores lorsque le joueur clique sur sa propre vache. Comme dans d'autres jeux Facebook, les joueurs sont encouragés à publier des annonces sur leur fil d'actualité chaque fois qu'ils cliquent sur leur vache. Une monnaie virtuelle connue sous le nom de « Mooney » peut être achetée avec des Crédits Facebook ; elle peut être utilisée pour acheter des designs spéciaux de vache « premium » et la possibilité de sauter le délai de six heures qui doit être attendu avant de pouvoir cliquer à nouveau sur la vache,.

## Histoire

### Création et développement
Lors de la Game Developers Conference 2010, le jeu FarmVille de Zynga a reçu le prix du « Meilleur nouveau jeu social/en ligne » lors des Game Developers Choice Awards. Ian Bogost (qui était également présent) a critiqué le succès de Zynga, car il estimait que son modèle commercial était axé sur le fait de convaincre des utilisateurs de payer de l'argent pour progresser davantage dans leurs jeux « freemium » plutôt que de traiter le jeu comme une expérience artistique. Il pensait également que le vice-président de Zynga, Bill Mooney, tentait d'attaquer le jeu « artistique » quand il a personnellement invité des développeurs de jeux indépendants à rejoindre son entreprise lors de son discours d'acceptation du prix. Après la conférence, Bogost a inventé le terme « cow clickers » pour décrire des jeux tels que FarmVille, qui ne permettent que d'effectuer des tâches qu'à certains intervalles, puisque dans ces jeux, « vous cliquez sur une vache, et c'est tout ce que vous faites ». Bogost a comparé les joueurs des jeux de Zynga aux rats dans l'expérience de conditionnement opérant de Burrhus Freferic Skinner, recevant souvent un renforcement variable plutôt que des récompenses régulières. En tant que l'un des critiques les plus virulents des pratiques et du modèle commercial de Zynga, Bogost a fait d'autres apparitions lors de divers événements et panels pour discuter de son point de vue sur les jeux sociaux.
En juillet 2010, Bogost devait faire une apparition à un séminaire de l'Université de New York, « Social Games On Trial », pour discuter des aspects controversés du jeu sur les réseaux sociaux. Pour démontrer clairement ce qu'il considérait comme les mécanismes les plus couramment abusés de ces jeux, Bogost a rapidement développé un jeu Facebook intitulé Cow Clicker. Le jeu a été conçu pour être une satire de ce que Bogost croyait personnellement être les seuls points de FarmVille : encourager les utilisateurs à continuer à jouer en invitant d'autres utilisateurs dans le jeu, et offrir des incitations à ceux qui achètent des biens virtuels. La majeure partie du code a été écrite en trois jours.
Cow Clicker est similaire au jeu Cookie Clicker de Julien Thiennot de 2013, que Ian Bogost décrit comme « conclusion logique » de Cow Clicker.

### Mises à jour
De manière inattendue pour Bogost, Cow Clicker est devenu un phénomène viral, rassemblant plus de 50 000 joueurs en septembre 2010. En réponse à sa popularité soudaine, Bogost s'est engagé à améliorer le jeu avec de nouvelles fonctionnalités. Les mises à jour du jeu ont ajouté des récompenses pour avoir atteint certains jalons (comme la Golden Cowbell pour 100 000 clics), la possibilité de gagner de la Mooney en cliquant sur les publications du fil d'actualités Cow Clicker d'autres utilisateurs et la possibilité de gagner ou de perdre de la Mooney au hasard à chaque clic. De nouveaux modèles de vaches ont également été introduits, comme une vache enduite d'huile pour commémorer la marée noire de BP, et la « Vache Stargrazer », qui n'était qu'une image miroir de la vache d'origine et qui coûtait environ 20 dollars américains en Mooney,.
Bien que continuellement dérangé par la popularité de son jeu, Bogost a également utilisé Cow Clicker pour parodier d'autres tendances récentes en matière de jeux et de réseaux sociaux ; comme l'ajout d'une API pour permettre aux sites Web d'avoir leurs propres vaches cliquables (dans un processus qu'il a surnommé « Cowclickification »), le jeu dérivé Cow Clicker Blitz (codéveloppé avec le cofondateur de PopCap Games, Jason Kapalka), « My First Cow Clicker » pour iOS (une parodie d'applications éducatives simplistes ; conçu pour « former » les enfants au clic de vache et ajouter les clics résultants au total de leurs parents), et une campagne « Cow Clicktivism » où les utilisateurs pouvaient cliquer sur une vache émaciée pour faire un don à Oxfam America  —  dans le but de donner une vraie vache à un pays du tiers monde . La vache, connue sous le nom de « Cowclicktivist Cow », pouvait également être déverrouillée dans le pâturage du joueur avec un don de 110 $ ,,.

### Événement «Cowpocalypse» et conclusion
En 2011, un jeu de réalité alternative connu sous le nom de « Cow ClickARG » a eu lieu, où une série d'indices des « dieux bovins » a finalement révélé qu'une « Cowpocalypse » se produirait le 21 juillet 2011 (soit exactement un an depuis la sortie originale du jeu). Dès lors, chaque clic effectué par les joueurs déduirait trente secondes d'un compte à rebours menant à la Cowpocalypse. Cependant, les joueurs pourraient prolonger le compte à rebours en payant pour supplier avec des crédits Facebook : payer 10 crédits prolongerait le compte à rebours d'une heure, tandis que 4 000 prolongeraient le compte à rebours d'un mois entier. Après qu'aient été payés l'équivalent de 700 dollars américains de prolongations, le compte à rebours a expiré le soir du 7 septembre 2011. À ce stade, le jeu est resté jouable, mais toutes les vaches ont été remplacées par des espaces vides, l'histoire du jeu indiquand qu'elles auraient été ravies. Bogost voulait que l'événement Cowpocalypse signale la « fin » du jeu aux joueurs ; en répondant à une plainte d'un fan qui estimait que le jeu n'était plus amusant après l'enlèvement de la vache, Bogost a répondu que « ce n'était pas très amusant avant »,,.

### Collecte de données
En 2018, Bogost a écrit un article pour The Atlantic sur la collecte de données par les applications Facebook, en référence à Cow Clicker, à la suite d'un scandale impliquant l'utilisation par Cambridge Analytica des données Facebook. Bogost note que les applications Facebook semblent faire partie du site Web lui-même, alors qu'elles fonctionnent en réalité presque sans surveillance. Il affirme que  « sans même avoir essayé », Cow Clicker a stocké l'identifiant Facebook de ses utilisateurs et tous les réseaux dont l'utilisateur faisait partie(tels que les lieux de travail), et que ces informations sont toujours stockées sur son serveur privé. Bogost note qu'il aurait pu utiliser ces données à des fins malveillantes, critiquant « l'attitude "move-fast-and-break-things" de Facebook concernant le développement de logiciels ».

## Réception
Cow Clicker a reçu une attention critique peu de temps après sa sortie. L'un des premiers commentateurs était Alexia Tsotsis de TechCrunch, qui a reconnu l'intention du jeu comme un commentaire sur l'impact des jeux de réseaux sociaux. Dans une interview, Bogost a prévu la transformation d'Internet en une « dystopie virtuelle compulsive » grâce à l'utilisation par Zynga des jeux sociaux,.
Nick Yee du Palo Alto Research Center a comparé les joueurs de jeux qui n'offrent pas « d'opportunités significatives de réussite, d'interaction sociale et de défi » à des rats dans une boîte Skinner. En conséquence, il a comparé Cow Clicker  à une « boîte Skinner incroyablement claire »  —  reconnaissant le peu d'efforts que le jeu a pris pour que les utilisateurs continuent à y jouer. Jason Tanz de Wired considérait Cow Clicker comme un exemple de la croissance de la tendance à la gamification  —  où les développeurs introduisent des éléments influencés par les jeux dans leurs services sans fournir « l'expérience » normale qu'un jeu incorpore traditionnellement.
Le cofondateur de PopCap Games, Jason Kapalka, a félicité Cow Clicker pour être le type de jeu « ironique, satirique et autoréférentiel » qui manquait à l'écosystème de jeux de Facebook, car il estimait qu'il y avait trop de jeux commerciaux sur le réseau social. Scott Jon Siegel de Playdom a critiqué le jeu pour ne pas aller assez loin dans sa satire et mettre trop de points saillants sur les « pratiques de monétisation absurdes et les clics inutiles pour lesquels les jeux sociaux sont trop connus ».